# Fotoperiodo

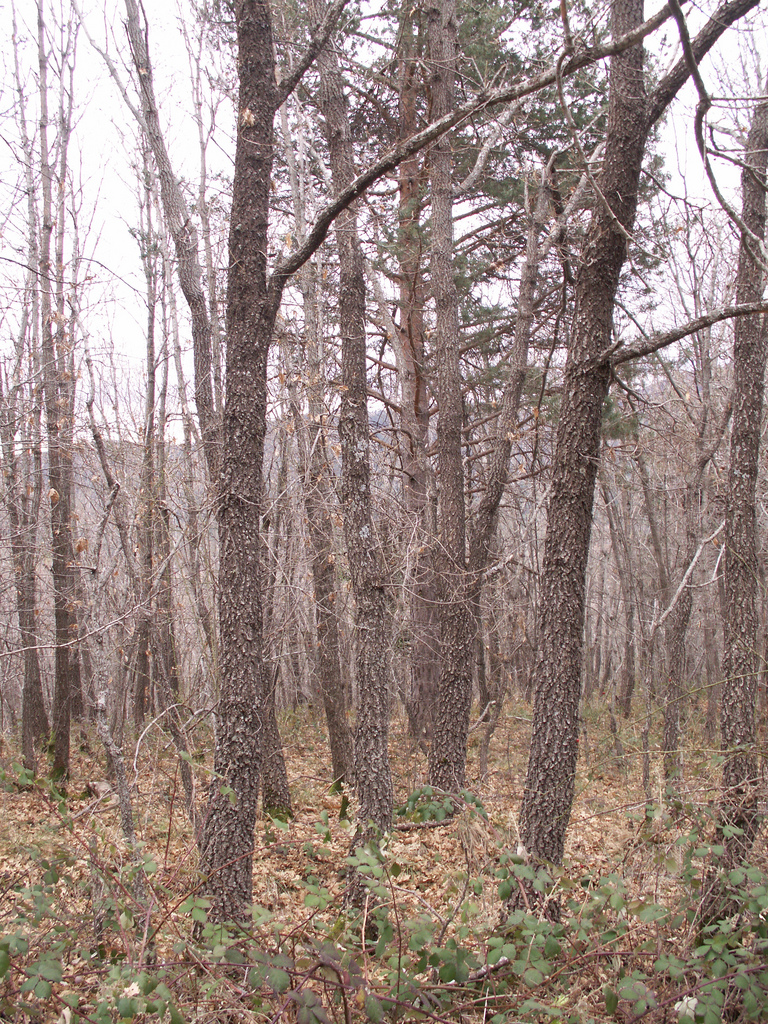
En otoño el fotoperiodo se hace más corto y los árboles entran en fase de reposo.

Se denomina fotoperiodo al conjunto de procesos de las especies vegetales mediante los cuales regulan sus funciones biológicas (como por ejemplo su reproducción y crecimiento) usando como parámetros la alternancia de los días y las noches del año y su duración según las estaciones y el ciclo solar.
El fotoperiodo, por lo tanto, son los cambios de iluminación que reciben las plantas, que pueden modificar su germinación. En el mundo vegetal la luz, su duración y periodicidad, tiene una gran influencia sobre la germinación y la duración del crecimiento vegetativo. El desarrollo de las plantas puede ser activado o no dependiendo del número de horas de luz recibidas. Algunos árboles necesitan un número determinado de horas de luz al día para que su metabolismo funcione, pero cuando llega el otoño los días son más cortos, y al no recibir las horas de luz que necesitan, su crecimiento se detiene y entran en una fase de reposo.
El mismo mecanismo también es válido para los animales. En las zonas donde las condiciones ambientales son favorables la mayor parte del año. Por ejemplo en latitudes ecuatoriales, los animales inician su actividad sexual cuando estos factores son propicios: alimentación, temperatura, presencia de individuos del sexo opuesto, etc. Por el contrario, en otras zonas del planeta es necesario criar a los animales jóvenes durante épocas más concretas del año, lo que ha conducido a la mayoría de las especies salvajes a limitar el período de nacimientos (por ejemplo mediante la interrupción de la ovulación y el estro) cuando el clima es menos rígido y la disponibilidad de alimentos es abundante.  
Para poder reconocer estas señales, las plantas tienen pigmentos como fitocromos que transducen estas señales desde el ambiente externo. La estructura de los fitocromos es modificada por la luz roja y la luz roja lejana y estos eventos dan lugar a una cascada de acontecimientos que llevan a la producción de promotor o inhibidor floral.
Varias actividades de las plantas, como producción de flores, están determinadas por la longitud del día; por esta razón las plantas se pueden clasificar a partir de sus respuestas al fotoperiodo. Las plantas de días cortos florecen solo en días cortos o la producción de flores es acelerada en días cortos. Las plantas de días largos florecen solo en días largos y la producción de flores es acelerada en días largos. También existen plantas que no responden al fotoperiodo, estas plantas son llamadas plantas neutrales al día y florecen por mecanismos de regulación autónomos.
La inducción fotoperiodica es un proceso regulado que comienza cuando las hojas de la planta reconocen el fotoperiodo (duración del día)por medio de receptores (fotorreceptores y fitocromos) y envían señales al brote apical el cual comienza la producción de las flores. Esta señal es reconocida por las plantas por medio de una cuantificación del tiempo de oscuridad versus el tiempo de luz en el día. El efecto decisivo está dado por el tiempo de oscuridad en el día, el cual es medido por un oscilador circadiano endógeno que está involucrado en diferentes procesos fisiológicos que incluyen expresión génica para la producción de flores.
En las plantas de días cortos estos receptores son fitocromos que reconocen luz roja y luz roja lejana. Cuando son expuestas a la luz, estas plantas reconocen la luz roja que deja satura el receptor e inhibe la producción de flores; cuando la planta es expuesta a luz roja lejana se revierte el efecto y se pueden producir flores. En las plantas de días largos los fotorreceptores de luz azul son los responsables de la producción de flores.